# Довезенце
Довезенце (мкд. Довезенце) је насеље у Северној Македонији, у северном делу државе. Довезенце припада општини Куманово.

## Географија
Довезенце је смештено у северном делу Северне Македоније. Од најближег града, Куманова, село је удаљено 25 km источно.
Насеље Довезенце се налази у историјској области Средорек. Село је смештено на десној обали Криве реке, док се јужно издижу најсевернија брда планине Манговице. Надморска висина насеља је приближно 450 метара.
Месна клима је континентална.

## Историја
У другој половини 19. века ово село, као и уосталом цела околина улазило је у састав Османског царства. Управно је потпадало под средоречки кол Кумановске казе, Скопског санџака Косовског вилајета. По статистици Васила Кнчева село је 1898. имало 560 становника, православних Словена, наводно Бугара.
У месту је између 1843-1850. године, па опет почела рад 1874. године, те од 1889. године па надаље радила српска народна школа. У месту је 1899. прослављена школска слава Св. Сава. Службовао е у цркви и српској школи поп Димитрије Јовановић. Домаћин славе био је учитељ, који је по резању славског колача изговорио светосавску беседу. За следећу годину се примио да буде школски домаћин (кум) Трандафил Смиљковић. Мештанин Станојко Младеновић се те године примио да буде идуће, кум на школској слави у манастиру посвећеном Св. Ђорђу "Бељаковском".
Тачнија статистика секретара Бугарске егзархије Димитрија Мишова за 1903. даје број од 680 становника, 40 „Бугара“ егзархиста и 640 „србомана“ патријаршиста са српском школом у селу. Српски учитељ у овом селу био је до 1904. Јован Станојковић-Довезенски, након покоља над Србима у селима Кокошињу и Рудару у јесен 1904. Јован се одметнуо и образовао другу српску чету у овом крају. Село је до 1912. представљало седиште српских чета. У Краљевини Србији и Краљевини Југославији подручно је спадало у Жеглиговски срез а од 1929. у Вардарску бановину. Након 1945. село је у саставу општине Куманово.

## Становништво
Довезенце је према последњем попису из 2002. године имало 123 становника.
Већинско становништво у насељу су етнички Македонци (100%).
Претежна вероисповест месног становништва је православље.